# Loperhet
Loperhet (tiếng Breton: Loperc'hed) là một xã của tỉnh Finistère, thuộc vùng Bretagne, miền tây bắc Pháp.

## Dân số
Người dân ở Loperhet được gọi là Loperhétois.